# Ingrid Carlberg
Ingrid Carlberg (ur. 30 listopada 1961 w Surahammar) – szwedzka pisarka i dziennikarka.

## Biografia
W latach 1990–2010 była dziennikarką i reporterką dziennika Dagens Nyheter.
Napisana przez nią biografia Raoula Wallenberga „Det står ett rum här och väntar på dig...”: berättelsen om Raoul Wallenberg, opublikowana w 2012 roku, otrzymała Nagrodę Augusta 2012 za najlepszą szwedzką książkę w kategorii literatura faktu. Biografia Alfreda Nobla, Nobel: den gåtfulle Alfred, hans värld och hans pris opublikowana w 2019 roku, była nominowana do tej samej nagrody w 2019 roku.
W 2009 roku otrzymała tytuł doktora honoris causa Uniwersytetu w Uppsali.
Od 2020 roku członkini Akademii Szwedzkiej, gdzie zajmuje fotel nr 5.

## Twórczość
- 2002 – Jag heter Rosalie, książka dla dzieci (Rabén & Sjögren)
- 2003 – Rosalie på djupt vatten, książka dla dzieci(Rabén & Sjögren)
- 2004 – Min bror Benjamin, książka dla młodzieży (Rabén & Sjögren)
- 2005 – Rosalies hemliga kompis, książka dla dzieci(Rabén & Sjögren)
- 2008 – Pillret, reportaż o lekach antydepresyjnych (Norstedts)
- 2012 – „Det står ett rum här och väntar på dig...”: berättelsen om Raoul Wallenberg (Norstedts)
- 2019 – Nobel: den gåtfulle Alfred, hans värld och hans pris (Norstedts)